# Linia U1 metra w Wiedniu
Linia U1 metra w Wiedniu – najdłuższa linia metra w Wiedniu. Obecnie ma 24 stacje i 19,2 km długości. Biegnie od stacji Oberlaa do Leopoldau, na osi południe-północ. 
Budowę linii U1 rozpoczęto w 1969. W lutym 1978 otwarty został pierwszy odcinek Reumannplatz – Karlsplatz, a niespełna 10 miesięcy później, w listopadzie, pociągi jeździły już do stacji Stephansplatz. W listopadzie 1979 do użytku oddano kolejny odcinek, dzięki któremu mieszkańcy Wiednia dojechali do stacji Nestroyplatz. W 1981 linia została przedłużona do stacji Praterstern, a w półtora roku później do Kagran. Na kolejne wydłużenie linii mieszkańcy czekali 24 lata. Dopiero w 2006 roku linia dotarła do stacji Leopoldau, która - według planów - jest ostatnią po tej stronie miasta na linii U1. Linia została również wydłużona od stacji Reumannplatz do stacji Oberlaa. Roboty rozpoczęto w 2012 roku a stacje zostały oddane do użytku 2 września 2017 roku. 
Stacje:
| Nr | Stacja                        | Dzielnica                    | Rozpoczęcie funkcjonowania |
| -- | ----------------------------- | ---------------------------- | -------------------------- |
| 1  | Oberlaa                       | Favoriten (10)               | 2 września 2017            |
| 2  | Neulaa                        | Favoriten (10)               | 2 września 2017            |
| 3  | Alaudagasse                   | Favoriten (10)               | 2 września 2017            |
| 4  | Altes Landgut                 | Favoriten (10)               | 2 września 2017            |
| 5  | Troststraße                   | Favoriten (10)               | 2 września 2017            |
| 6  | Reumannplatz                  | Favoriten (10)               | 25 lutego 1978             |
| 7  | Keplerplatz                   | Favoriten (10)               | 25 lutego 1978             |
| 8  | Südtiroler Platz-Hauptbahnhof | Wieden (4)                   | 25 lutego 1978             |
| 9  | Taubstummengasse              | Wieden (4)                   | 25 lutego 1978             |
| 10 | Karlsplatz                    | Innere Stadt (1), Wieden (4) | 25 lutego 1978             |
| 11 | Stephansplatz                 | Innere Stadt (1)             | 18 listopada 1978          |
| 12 | Schwedenplatz                 | Innere Stadt (1)             | 24 listopada 1979          |
| 13 | Nestroyplatz                  | Leopoldstadt (2)             | 24 listopada 1979          |
| 14 | Praterstern                   | Leopoldstadt (2)             | 28 lutego 1981             |
| 15 | Vorgartenstraße               | Leopoldstadt (2)             | 3 września 1982            |
| 16 | Donauinsel                    | Donaustadt (22)              | 3 września 1982            |
| 17 | Kaisermühlen-VIC              | Donaustadt (22)              | 3 września 1982            |
| 18 | Alte Donau                    | Donaustadt (22)              | 3 września 1982            |
| 19 | Kagran                        | Donaustadt (22)              | 3 września 1982            |
| 20 | Kagraner Platz                | Donaustadt (22)              | 2 września 2006            |
| 21 | Rennbahnweg                   | Donaustadt (22)              | 2 września 2006            |
| 22 | Aderklaaer Straße             | Floridsdorf (21)             | 2 września 2006            |
| 23 | Großfeldsiedlung              | Floridsdorf (21)             | 2 września 2006            |
| 24 | Leopoldau                     | Floridsdorf (21)             | 2 września 2006            |